# David Crighton
David George Crighton (* 15. November 1942 in Llandudno, Wales; † 12. April 2000 in Cambridge) war ein britischer Mathematiker mit dem Spezialgebiet angewandte Mathematik.

## Leben
Crighton wurde in Wales geboren. Da seine Eltern ausgebombt waren, besuchte er die Schule in Watford und studierte ab 1961 am St. John’s College in Cambridge. Nach dem Bachelor-Abschluss unterrichtete er Mathematik am Woolwich Polytechnic. Bald wechselte er aber als Forschungsassistent (im Bereich Akustik von Flugzeugen) zu John Ffowcs Williams ans Imperial College, wo er 1968 mit der Schrift Wave motion and vibration induced by turbulent flow promovierte. Seine theoretischen Untersuchungen über die Erzeugung von Flugzeuglärm fanden die Aufmerksamkeit von James Lighthill, der dafür sorgte, dass er 1974 Professor für Angewandte Mathematik in Leeds wurde. Er baute deren Abteilung für Angewandte Mathematik zu einer der führenden in Großbritannien aus. 1986 wurde er Nachfolger von  George Keith Batchelor als Professor für Angewandte Mathematik in Cambridge. Gleichzeitig wurde er Fellow des St John’s College. 1991 bis 2000 war er dort der Vorsitzende der Fakultät für Angewandte Mathematik und Theoretische Physik (DAMTP). 1997 bis 2000 war er Master des Jesus College. Er starb an Leberkrebs.
Crighton beschäftigte sich mit der Erzeugung und Vermeidung von Flugzeuglärm (Aeroakustik), Schwingungen mechanischer Strukturen, linearen und nichtlinearen Wellenphänomenen wie Solitonen und inverser Streutheorie. Er war auch in der Mathematikpädagogik an Schulen aktiv, unter anderem in einer Pop Maths Roadshow.
Crighton war seit 1993 Fellow der Royal Society. 1995 erhielt er die Carl-Friedrich-Gauß-Medaille. 1998 wurde er in die American Academy of Arts and Sciences gewählt.
2002 wurde die David Crighton Medal von der London Mathematical Society und dem Institute of Mathematics and its Applications (der britischen Gesellschaft für Angewandte Mathematik) zu seinen Ehren gestiftet.
Er war zweimal verheiratet und hatte zwei Kinder aus erster Ehe. Er spielte Klavier und war passionierter Opernliebhaber.

## Verweise
1. ↑  David Crighton im Mathematics Genealogy Project (englisch)  abgerufen am 24. Februar 2024.
2. ↑  Zuvor war er Forscher in der Abteilung in Ingenieurwissenschaften in Cambridge geworden, trat die Stelle aber nicht mehr an

| Personendaten    | Personendaten                               |
| ---------------- | ------------------------------------------- |
| NAME             | Crighton, David                             |
| ALTERNATIVNAMEN  | Crighton, David George (vollständiger Name) |
| KURZBESCHREIBUNG | britischer Mathematiker                     |
| GEBURTSDATUM     | 15. November 1942                           |
| GEBURTSORT       | Llandudno, Wales                            |
| STERBEDATUM      | 12. April 2000                              |
| STERBEORT        | Cambridge                                   |